# Burdurlu Derviş Mehmed Paixà
Burdurlu Derviş Mehmed Paşa (1765-1837) fou un gran visir otomà (1818-1820) fill de Rüstem Agha de Nàuplia. Va ser guardià del segell (mühürdar) del gran visir Ahmed Paixà Hezarpare i amb la protecció d'aquest va arribar a mir-i miran (paixà de segona classe) i sandjak-beyi. Després fou muhassil (perceptor d'impostos) del liwa de Hamid i mutasarrif amb rang de visir o de paixà de Khudawendigar, Eskişehir i Kodja-ili (1817). Per consell del poderós Halet Efendi, que volia un govern dèbil, fou nomenat gran visir (6 de febrer de 1818); no va aconseguir imposar la seva autoritat i la seguretat a Istanbul se li va escapar de les mans. Tot i el suport de Halet, fou finalment destituït pel sultà el 5 de gener de 1820 i enviat en exili a Gal·lípoli. El 16 de gener de 1821 fou nomenat governador de Damasc amb jurisdicció sobre el liwa de Nablús i la funció d'amir al-Hadjdj (encarregat dels peregrins); en aquest darrer càrrec es va enfrontar al wali de Sidó Abd Allah Pasha, al que va assetjar a Acre seguint ordes de la Porta. Abd Allah fou finalment perdonat i Derwish Mehmed Pasha traslladat a l'eyalat d'Anadolu; la conducte tirànica del seu gendre Hamid Bey, va provocar la revolta de Kutahya i la destitució de Derwish, que va perdre el rang de visir i al que es van confiscar les propietats; fou enviat en exili a Afyun Kara Hisar i més tard a Brusa. El juny de 1837 fou nomenat Shaykh al-Haram (governador de Medina) però va morir el desembre d'aquell any abans de fer-se càrrec del govern, quan era a Yanbo.